# CP/CMS
El CP / CMS es un sistema operativo de tiempo compartido desarrollado por IBM. El mismo se desarrolló y utilizó durante la década de 1960 y comienzos de la década de 1970. Era reconocido por su excelente desempeño y características avanzadas. 

## Versiones
El CP / CMS tenía tres versiones distintas: 
- CP-40 /CMS, era un sistema de desarrollo unitario que permitió definir la arquitectura de máquina virtual CP-40 / CMS.[1]

- CP-67 /CMS, era una reimplementación del CP-40/CMS para la IBM Sistema/360-67, con una mejora notable para el soporte de máquinas virtuales.[2]

- CP-370 /CMS, era una reimplementación del CP-67/CMS para la IBM Sistema/370 – nunca fue lanzado al mercado, pero fue la base para el sistema operativo IBM VM/370.

## Historia
Cada reimplementación fue un rediseño de su predecesor, y representó un importante paso evolutivo. CP-67/CMS fue la primera aplicación de una arquitectura de máquina virtual ampliamente disponible, un concepto en el que IBM había sido pionera con sus sistemas de investigación M44/44X (que utiliza virtualización parcial) y CP-40 (que utiliza virtualización total). 
Además de su papel como el antecesor de la familia de máquinas virtuales (VM), CP/CMS desempeñó un papel importante en el desarrollo de la teoría del sistema operativo, en el diseño de IBM Sistema/370 y líneas de productos subsiguientes, y en la creación de la industria de tiempo compartido, y en la creación de una comunidad de usuarios robusta que se anticipó al actual movimiento de software libre.